# Conrad I de Suàbia
Conrad I de Suàbia († 20 d'agost de 997) fou duc de Suàbia del 983 fins a la seva mort el 997. El seu nomenament en tant que duc va marcar la tornada dels conradians a Suàbia per primera vegada des de 948.
Quan el duc Otó I de Suàbia va morir inexplicablement durant una campanya imperial a Itàlia de 981 a 982, no va deixar cap hereu. Per tal d'omplir aquest lloc vacant, l'emperador Otó II el va designar el 983 com a duc de Suàbia. Conrad fou conegut com el primer duc de Suàbia a haver transmès el títol en família. Efectivament després de la seva mort el 997, el seu fill Herman II de Suàbia el va succeir.
Certes confusions romanen quant a la família de Conrad, ja que la identitat del seu pare i de la seva mare no és segura. D'altra banda aquesta situació és la mateixa en relació amb la seva dona, bé que és molt probable que es tracti de Riclinda, una filla de l'emperador Otó I. Va tenir almenys cinc fills (potser 9), entre els quals el seu successor Herman II de Suàbia (els quatre fills esmentats en primer lloc són d'existència dubtosa):
- Egbertm suposat comte de Stade
- Luitpold
- Liutold o Lutold (mort després del 999) identitificat amb dubtes amb Liutold de Montbéliard
- Conrad
- Herman II de Suàbia (* 2/3 de maig de 1003), pare de cinc fills
- Ida d'Öhningen (+ 16 d'octubre d'any desconegut) casada amb Rodolf II d'Altdorf.
- Adela.
- Judit (+ després de 1032)
- Cunegunda (+ 6 de març de 1020)